# Arisierung in Luxemburg
Die Arisierung in Luxemburg war der Prozess der Ausschaltung der Juden aus dem wirtschaftlichen Leben in Luxemburg während der deutschen Besatzung ab 1940. Dabei wurden den Juden die Arbeitsmöglichkeiten und ihre Vermögen entzogen.

## Ausgangslage

Josef Ackermann

Während des Angriffs der deutschen Wehrmacht auf Luxemburg, im Rahmen des Westfeldzuges, im Mai 1940 konnten etwa 1500 der insgesamt 3700 in Luxemburg lebenden Juden vor den deutschen Truppen nach Frankreich und Belgien flüchten. Am 29. Mai 1940 wurde das CdZ-Gebiet Luxemburg unter dem Chef der Zivilverwaltung Gustav Simon, Gauleiter in Koblenz-Trier, errichtet. Der Gauinspektor von Koblenz-Trier Josef Ackermann wurde von Simon aufgrund seiner Aktivitäten bei der „Arisierung“ in Koblenz-Trier mit der Leitung der Abteilung IVa Juden- und Emigrantenvermögen betraut. Während der Besatzungszeit durften oder mussten bis Oktober 1941 auf Gestapobefehl ca. 1450 Juden das Land verlassen. oder emigrierten mit den Zielen Frankreich, Spanien, Portugal sowie Nordfrankreich und Belgien. Zwischen April 1942 und Juli 1943 wurden 264 Juden ins Ghetto Theresienstadt deportiert, weitere 48 Personen in die Vernichtungslager Belzec und Auschwitz-Birkenau.
Mit der Judenkartei der jüdischen Gemeinde (Konsistorium), einem Polizeiverzeichnis der in Luxemburg-Stadt wohnenden Juden vom August 1940 und den Melderegistern der Fremdenpolizei wurden die jüdischen Einwohner erfasst. Am 5. September 1940 erging die Verordnung über Maßnahmen auf dem Gebiet des Judenrechts, die Juden definierte und diskriminierte. Damit war Luxemburg das erste besetzte westeuropäische Land mit Rassengesetz.

## Ausschaltung aus dem Wirtschaftsleben
Am 5. September 1940 erging ein Berufsverbot für jüdische Beamte, Ärzte, Zahnärzte, Notare, Rechtsanwälte und Apotheker und nach der Verordnung über das jüdische Vermögen in Luxemburg wurden die jüdischen Vermögen erfasst und konnten unter kommissarische Verwaltung gestellt werden. Am 7. September kennzeichnete die Volksdeutsche Bewegung jüdische Geschäfte zum Boykott und am 1. Oktober wurden die Fahrräder der Juden beschlagnahmt und eine Sicherungsanordnung ließ Zahlungen an Juden nur noch über ein beschränkt verfügbares Sicherungskonto zu.
Am 7. Februar 1941 wurde das Vermögen der geflohenen oder emigrierten Juden eingezogen. Am 18. April 1941 wurde das Vermögen der im Lande verbliebenen Juden beschlagnahmt, am 6. Juli 1941 auch das von verstorbenen Juden erfasst. Eine Übersicht der Abteilung Juden- und Emigrantenvermögen beim CdZ vom 25. Juni 1941 gibt einen Überblick zur Arisierung von 338 jüdischen Betrieben:
| Betrieb            | arisiert | liquidiert | in Arisierung | zu arisieren | in Liquidation | Gesamt |
| Handwerker         | 10       | 1          | 1             | -            | 52             | 64     |
| Einzelhandel       |          |            |               |              |                |        |
| - Textil           | 8        | 4          | 1             | 16           | 37             | 66     |
| - Schuh+Leder      | 2        | -          | 2             | 5            | 13             | 22     |
| - Sonstige         | 4        | 4          | 1             | 8            | 49             | 66     |
| Großhandel         |          |            |               |              |                |        |
| - Textil           | 2        | -          | -             | 3            | 15             | 20     |
| - Sonstige         | 2        | -          | 4             | -            | 13             | 19     |
| Immobilien         | -        | -          | -             | -            | 6              | 6      |
| Banken+Kredit      | -        | -          | -             | -            | 2              | 2      |
| Industrie+Fabriken | 3        | -          | 4             | 7            | -              | 14     |
| Kleingewerbe       |          |            |               |              |                |        |
| - Viehhändler      | -        | -          | -             | -            | 43             | 43     |
| - Krammarkt        | -        | -          | -             | -            | 5              | 5      |
| - Vertreter        | -        | -          | -             | -            | 11             | 11     |
| Gesamt             | 31       | 9          | 13            | 39           | 246            | 338    |

Reichsdeutsche Industrielle übernahmen die Ideal-Lederfabrik in Wiltz und die Handschuhfabrik Reinhard in Luxemburg. Die ihrer Lebensgrundlage beraubten arbeitsfähigen Juden mussten ab dem 4. September 1941 Zwangsarbeit leisten.
Ein Runderlass vom 14. August 1942 bestimmte, dass bei der Verwertung von Wohnungseinrichtungen aus Judenvermögen, Fliegergeschädigte, Umsiedler und vertriebene Auslandsdeutsche bevorzugt werden sollten.
Der Reichsfinanzminister von Krosigk bestand zunächst auf eine Zuweisung der Erlöse aus dem konfiszierten Judenvermögen an die Reichskasse. Nach einem klärenden Treffen mit Simon wurden die erwarteten Erlöse von 20 Mio. Reichsmark aber dann dem CdZ Haushalt zugeschlagen und das Reichsfinanzministerium erhielt aus einer verzinslichen Anleihe 4,5 Mio. aus Luxemburg zur Kriegsfinanzierung.
Der konfiziierte jüdische Immobilienbesitz ging teils bezahlt und teils unentgeltlich als Dotation oder Schenkung in den Besitz von NSDAP-Organisationen, öffentlichen Körperschaften, Kommunen und des privaten Sektors über. Vorläufige Erhebungen zeigen die folgenden Übertragungen von bebauten und unbebauten Parzellen:
Allein die Stadt Luxemburg nahm von 340 jüdischen Grundstücken auf ihrem Territorium 99 in Besitz.

## Vermögensbehandlung bei der Deportation
Die Deportation von Juden aus Luxemburg fand im Zeitraum vom 16. Oktober 1941 bis 17. Juni 1943 statt. Die Deportationsbefehle (staatspolizeilichen Verfügungen) wurden vom Leiter des Einsatzkommandos der Sicherheitspolizei und des Sicherheitsdienstes in Luxemburg Fritz Hartmann ausgestellt. Die Abteilung IVa für Juden- und Emigrantenvermögen in der Zivilverwaltung erhielt Durchschläge der Deportationslisten, um das Vermögen besser beschlagnahmen und verwerten zu können. Wohnungsschlüssel waren der Sicherheitspolizei zu übergeben, die Juden hatten sich ordnungsgemäß bei der polizeilichen Meldebehörde und dem Ernährungsamt abzumelden. Die Zollabfertigung am Bahnhof führte Leibesvisitationen durch, damit keine Wertpapiere, Devisen, Sparkassenbücher, Edelmetalle und Schmuckstücke mit Ausnahme der Eheringe ausgeführt werden konnten.